# Фридрих Хьолдерлин (награди)
„Фридрих Хьолдерлин“ е име на две литературни награди, учредени в чест на поета Фридрих Хьолдерлин.

## Награда Фридрих Хьолдерлин на градБад Хомбург
Литературната награда „Хьолдерлин“ (на немски: Friedrich-Hölderlin-Preis der Stadt Bad Homburg) е учредена от град Бад Хомбург и от 1983 г. се присъжда ежегодно на 6 юни, в навечерието на тържественото отбелязване на кончината на Фридрих Хьолдерлин.
Наградата възлиза на 20 000 € (до 2007 г. – 15 000 €).
Същевременно се присъжда една поощрителна награда в размер на 7500 € (до 2007 г. – 5000 €).
Носители на наградата (подбор)
- Херман Бургер (1983)
- Сара Кирш (1984)
- Ула Хан (1985)
- Елизабет Борхерс (1986)
- Петер Хертлинг (1987), Уве Колбе (поощрение)
- Карл Кролов (1988)
- Волф Бирман (1989)
- Ян Конефке (1990) (поощрение)
- Гюнтер Кунерт (1991)
- Хилде Домин (1992), Барбара Кьолер (поощрение)
- Фридерике Майрьокер (1993)
- Норберт Гщрайн (1994) (поощрение)
- Ернст Яндл (1995)
- Мартин Валзер (1996)
- Дорис Рунге (1997)
- Кристоф Рансмайр (1998)
- Райнер Кунце (1999)
- Марсел Райх-Раницки (2000)
- Дитер Велерсхоф (2001), Улрике Дрезнер (поощрение)
- Роберт Менасе (2002)
- Моника Марон (2003), Юли Це (поощрение)
- Дурс Грюнбайн (2005), Арно Гайгер (поощрение)
- Рюдигер Сафрански (2006)
- Урс Видмер (2007)
- Юдит Херман (2009)
- Арно Гайгер (2011)
- Клаус Мерц (2012), Юдит Шалански (поощрение)
- Ралф Ротман (2013)
- Петер Щам (2014)
- Михаел Клееберг (2015)
- Кристоф Петерс (2016)
- Ева Менасе (2017)
- Даниел Келман (2018)

## Награда Фридрих Хьолдерлин на градТюбинген
Международната литературна награда „Фридрих Хьолдерлин“ (на немски: Friedrich-Hölderlin-Preis der Universität und der Universitätsstadt Tübingen) е учредена от град Тюбинген и Тюбингенския университет. От 1989 г. се присъжда на всеки две години като поощрение на автор, „който е направил нов поетически принос към немския език или като изследовател, писател, художник или критик е особено свързан с творчеството на Фридрих Хьолдерлин“.
Наградата възлиза на 10 000 €.
Носители на наградата (подбор)
- Майкъл Хамбъргър (1991)
- Уве Колбе (1993)
- Дитер Хенрих (1995)
- Филип Жакоте (1997)
- Марсел Байер (2003)
- Ян Вагнер (2011)
- Херта Мюлер (2015)